# أمكوي (كيبك)
أمكوي [amkwi] (بالإنجليزية: Amqui)‏ هي بلدية محلية في كيبيك تقع في كندا في لا ماتابيديا. يقدر عدد سكانها بـ 6,322 نسمة ومساحتها 126.80 كم2 .

## أعلام
- أليكساندر ماليت
- سيباستيان كارون
- تشارلز بوليو
- مادلين غانيون
- إريك دوبونت